# 나는 왜 권투심판이 되려하는가
"나는 왜 권투 심판이 되려하는가"(Why Do I Want To Be A Boxing Referee?)는 한국에서 제작된 최익환 감독의 2000년 코미디, 드라마 영화이다. 조중휘 등이 주연으로 출연하였다.

## 등장 인물
- 박원상 : 혁신 역
- 박동빈 : 성진 역
- 조중휘 : 진수 역
- 김수로 : 왕구 역
- 공형진 : 비찬 역

## 기타
- 프로듀서: 김송현
- 제작지원: 박순홍
- 제작지원: 김준종
- 제작지원: 유성종
- 조명: 박종환
- 동시녹음: 정진욱
- 믹싱: 오원철
- 믹싱: 최태영
- 믹싱: 김영록
- 미술: 이미경
- 미술: 전정순
- 특수효과: 하승남
- CG: 김종수
- 무술감독: 신재명
- 분장: 박선지
- 분장: 박효진
- 의상: 여현정